# ビクトリオ・ウナムノ
ビクトリオ・ウナムノ・イバルサバル（Victorio Unamuno Ibarzabal、1909年5月21日 - 1988年5月20日）は、スペイン・ベルガラ出身の元サッカー選手。ポジションはフォワード。
主にスペインのアスレティック・ビルバオに在籍し、センターフォワードとして得点を量産した。スペイン内戦終結後の1939-40シーズンにはスペイン1部リーグ得点王に輝いた。

## クラブ経歴
バスク州のベルガラに生まれ、1927年からデポルティーボ・アラベスの選手としてキャリアをスタートさせた。アラベス在籍時、ウナムノは18歳だったが、チームの中心選手として活躍し、1928-29シーズンのコパ・デル・レイベスト4入賞に貢献した。
1928年夏にアスレティック・ビルバオに加入。1年目からリーグ11ゴールを挙げ定位置を確保すると、以降在籍5シーズンにおいて2度のラ・リーガ制覇と4度のコパ・デル・レイ優勝、合計7つのタイトルを獲得した。
1933年、活躍の場をレアル・ベティスに移すと、2シーズン目にはチームトップとなる13ゴールを挙げてリーグ優勝に貢献した。しかし、1935-36シーズン終了後にスペイン内戦が勃発。3年もの間、兵役に従事しなければならなかった。
内戦が落ち着くとサッカーも再び行われるようになり、内戦終了後の1939-40シーズン、リーグ戦19ゴールを記録してキャリア初のリーグ得点王に輝いた。1942年、33歳で現役を引退した。

## 人物
弟のビセンテ・ウナムノも同じくサッカー選手だった。ビクトリオと同じようにストライカーとしてプレーしたが、トップリーグではほとんど実績を残せず、キャリアの多くを2部以下のカテゴリーで過ごした。